# Jennifer Rostock
Jennifer Rostock é uma banda de pop rock e punk rock alemã formada em Berlim em 2007. Ganharam repercussão nacional ao participar do Bundesvision Song Contest de 2008, com a música Kopf oder Zahl, seu primeiro single.

## Biografia
Jennifer Weist, nascida em 3 de dezembro de 1986, e Johannes "Joe" Walter-Müller são ambos da ilha báltica alemã Usedom, onde se encontraram pela primeira vez no jardim de infância. Walter-Müller começou a ter aulas de música com 5 anos de idade. Aprendeu primeiro violino, depois começou a tocar piano. Aos 13 anos de idade, se encontrou novamente com Weist quando ela estava cantando num show de karaokê, e a convidou para se juntar a sua banda da escola. Eles experimentaram diferentes gêneros, como rock, pop e swing. No começo cantavam em inglês, mais tarde em alemão, e eventualmente escreviam suas próprias letras. Em 2004 fundaram a banda Aerials.
Conheceram Werner Krumme, que depois se tornou seu produtor, durante um seminário de composições em Rostock. Depois dos dois terminarem o colegial no verão de 2006, se mudaram para Berlin para perseguir uma carreira na música. Onde conheceram os futuros parceiros de banda, Alex, Christoph e Baku.
O nome da banda foi originalmente baseado num engano. Funcionários da gravadora Planet Roc em Berlin repetidas vezes endereçavam notas para “Jennifer Rostock”. Weist explicou depois: “Jennifer foi dirigida a mim, e Rostock, porque eles lembraram que somos da costa, e Rostock provavelmente a única cidade que os caras do estúdio conhecem por lá.” Este título foi eventualmente aceito pela banda e se tornou o nome oficial deles.
Em 2007, o grupo deu seus primeiros shows como Jennifer Rostock e assinaram um contrato com a gravadora Warner Music. Eles tocaram principalmente nos clubes de Berlin e abrindo shows para as bandas britânicas Chikinki e Gallows. Em outubro, lançaram o EP “Ich will hier raus” gravado em vinil e receberam o primeiro convite para tocarem ao vivo numa rádio local de Berlin. Em fevereiro de 2008, o primeiro single deles, “Kopf oder Zahl”, foi colocado na programação da MTV alemã. Eles competiram com esta música no Bundesvision Song Contest, competição da TV alemã baseado no Eurovision Song Contest, e ficaram em quinto lugar. O álbum de estréia da banda, “Ins offene Messer, foi lançado um dia depois e alcançou o lugar 31 nas paradas alemãs de álbuns.
Eles lançaram dois singles adicionais deste álbum, “Feuer” e “Himalaya”. Em junho Jennifer Rostock tocou no MTV Campus Invasion em Jena, que era um programa transmitido ao vivo da MTV e em festivais e concertos ao longo da Alemanha; também tiveram vários shows na Áustria e Suíça. Em outubro, tocaram a música “Himalaya” na estréia da turnê alemã Udo Lindenberg em Rostock.
Em julho de 2009 lançaram o disco “Der Film”, em que cada membro da banda nas fotos de divulgação encarna um personagem da cinematografia clássica. O primeiro single do segundo disco, bem menos punk, é “Du willst mir an die Wäsche”.
As letras alemãs não convencionais do grupo são escritas a quatro mãos por Weist e Walter-Müller, que também compõe e arranja as canções. Embora seja difícil categorizar, Jennifer Rostock é muitas vezes associados ao Neue Deutsche Welle, especialmente devido seu primeiro single “Kopf oder Zahl” e comparado a banda alemã Ideal dos anos 80. O jornal alemão die tageszeitung descrevem a música deles como “entre o punk e o glam, electropop e o rock-Berlin”.

## Discografia

### Álbuns
| Ano                                                               | Álbum | Melhores posições | Melhores posições | Melhores posições |
| Ano                                                               | Álbum | ALE               | AUS               | SUI               |
| ----------------------------------------------------------------- | --- | ----------------- | ----------------- | ----------------- |
| 2008                                                              | Ins offene Messer - Lançamento: 15 de fevereiro de 2008 - Gravadora: Warner Music Group - Formato: CD, download digital | 31                | —                 | —                 |
| 2009                                                              | Der Film - Lançamento: 10 de julho de 2009 - Gravadora: Warner Music Group - Formato: CD, download digital              | 13                | 18                | 68                |
| 2011                                                              | Mit Haut und Haar - Lançamento: 29 de julho de 2011 - Gravadora: Warner Music Group - Formato: CD, download digital     | 4                 | 7                 | 58                |
| "—" denota um item que não foi lançado ou não entrou nas paradas. | |                   |                   |                   |

### Singles e Extended Plays
| Ano                                                               | Single/EP | Melhores posições | Melhores posições | Melhores posições |
| Ano                                                               | Single/EP | ALE               | AUS               | SUI               |
| ----------------------------------------------------------------- | --- | ----------------- | ----------------- | ----------------- |
| 2007                                                              | Ich will hier raus - Album:Ins offene Messer - Lançamento: 9 de novembro de 2007 - Gravadora: Warner Music Group - Formato: CD, download digital         | —                 | —                 | —                 |
| 2008                                                              | Kopf oder Zahl - Album:Ins offene Messer - Lançamento: 1 de fevereiro de 2008 - Gravadora: Warner Music Group - Formato: CD, download digital            | 48                | 69                | —                 |
| 2008                                                              | Feuer - Album:Ins offene Messer - Lançamento: 13 de junho de 2008 - Gravadora: Warner Music Group - Formato: CD, download digital                        | —                 | 24                | —                 |
| 2008                                                              | Himalaya - Album:Ins offene Messer - Lançamento: 21 de novembro de 2008 - Gravadora: Warner Music Group - Formato: CD, download digital                  | 85                | —                 | —                 |
| 2009                                                              | Du willst mir an die Wäsche - Album:Der Film - Lançamento: 26 de junho de 2009 - Gravadora: Warner Music Group - Formato: CD, download digital           | 34                | 44                | —                 |
| 2009                                                              | Es tut wieder weh - Album:Trilha sonora de Lua nova - Lançamento: 18 de dezembro de 2009 - Gravadora: Warner Music Group - Formato: CD, download digital | 48                | 64                | —                 |
| 2010                                                              | Irgendwo Anders - Album:Der Film - Lançamento: 11 de junho de 2010 - Gravadora: Warner Music Group - Formato: CD, download digital                       | —                 | —                 | —                 |
| 2011                                                              | Mein Mikrofon - Album:Mit Haut und Haar - Lançamento: 15 de julho de 2011 - Gravadora: Warner Music Group - Formato: CD, download digital                | 49                | —                 | —                 |
| 2011                                                              | Ich kann nicht mehr - Album:Mit Haut und Haar - Lançamento: 23 de setembro de 2011 - Gravadora: Warner Music Group - Formato: CD, download digital       | 60                | —                 | —                 |
| "—" denota um item que não foi lançado ou não entrou nas paradas. | |                   |                   |                   |

## Videografia
Videoclipes
- "Kopf oder Zahl" (Ins offene Messer)
- "Feuer" (Ins offene Messer)
- "Himalaya" (Ins offene Messer)
- "Du willst mir an die Wäsche" (Der Film)
- "Es tut wieder weh" (Trilha sonora de New Moon)
- "Irgendwo Anders" ("Der Film")
- "Es war nicht alles Schlecht" ("Mit Haut und Haar")
- "Mein Mikrofon" ("Mit Haut und Haar")
- "Der Kapitän" ("Mit Haut und Haar")
- "Ich kann nicht mehr"("Mit Haut und Haar")
- "Hier werd ich nicht Alt"("Mit Haut und Haar")
- "Ein Schmerz und eine Kehle" ("Schlaflos")
- "Phantombild" ("Schlaflos")